# کایراکلی
کایراکلی (به لاتین: Kayrakly) یک منطقهٔ مسکونی در روسیه است که در باشقیرستان واقع شده‌است.